# Tremila Sport
Tremila Sport è il primo settimanale a tiratura regionale del Friuli-Venezia Giulia ed è diffuso in tutta la regione.
Il giornale, interamente a colori, è stato fondato il 14 dicembre 2007, da Mediatremila Edizioni ed ebbe quale primo direttore Ido Cibischino, già prima firma dello sport del Messaggero Veneto. Inizialmente il settimanale trattava esclusivamente il calcio dilettantistico regionale, salvo poi aprirsi anche alle altre discipline con l'avvento alla direzione di Edi Fabris nel settembre 2009.
Dal settembre 2012 è attivo anche il sito internet della testata, curato da Massimo Muzzin.